# Parsauni
Parsauni (nep. पसौरनी) – gaun wikas samiti w zachodniej części Nepalu w strefie Lumbini w dystrykcie Nawalparasi. Według nepalskiego spisu powszechnego z 2001 roku liczył on 1172 gospodarstw domowych i 6094 mieszkańców (3091 kobiet i 3003 mężczyzn).